# Bulbophyllum prianganense
Bulbophyllum prianganense là một loài phong lan thuộc chi Bulbophyllum.